# 2011-es alpesisí-világbajnokság
A 41. alpesisí-világbajnokságot a németországi Garmisch-Partenkirchenben rendezték 2011. február 7. és február 20. között.
Garmisch-Partenkirchenben ezt megelőzően 1978-ban volt alpesisí-világbajnokság, de ugyancsak itt rendezték a téli olimpiák történetének első alpesisí-versenyét 1936-ban.
A FIS 2006.május 25-én ítélte oda a rendezés jogát a portugáliai Vilamourában rendezett ülésén. (A szintén pályázó osztrák Schladming a következő, 2013-as világbajnokságot rendezte meg. Garmisch-Partenkirchen ezt megelőzően ötször pályázott sikertelenül rendezésre.

## Eredmények
Összesen 11 versenyszámot rendeztek. A feltüntetett időpontok helyi idő szerint értendőek.

### Férfiak
| Versenyszám                                | Arany                                | Arany   | Ezüst                             | Ezüst   | Bronz                             | Bronz   |
| ------------------------------------------ | ------------------------------------ | ------- | --------------------------------- | ------- | --------------------------------- | ------- |
| Lesiklás február 12., 11:00                | Erik Guay · Kanada                   | 1:58.41 | Didier Cuche · Svájc              | 1:58.73 | Christof Innerhofer · Olaszország | 1:59.17 |
| Műlesiklás február 20., 10:00, 13:30       | Jean-Baptiste Grange · Franciaország | 1:41.72 | Jens Byggmark · Svédország        | 1:42.15 | Manfred Mölgg · Olaszország       | 1:42.33 |
| Óriás-műlesiklás február 18., 10:00, 13:30 | Ted Ligety · USA                     | 2:10.56 | Cyprien Richard · Franciaország   | 2:10.64 | Philipp Schörghofer · Ausztria    | 2:10.99 |
| Szuperóriás-műlesiklás február 9., 11:00   | Christof Innerhofer · Olaszország    | 1:38.31 | Hannes Reichelt · Ausztria        | 1:38.91 | Ivica Kostelić · Horvátország     | 1:39.03 |
| Szuperkombináció február 14., 10:00, 14:00 | Aksel Lund Svindal · Norvégia        | 2:54.51 | Christof Innerhofer · Olaszország | 2:55.52 | Peter Fill · Olaszország          | 2:56.41 |

### Nők
| Versenyszám                                | Arany                      | Arany   | Ezüst                           | Ezüst   | Bronz                              | Bronz   |
| ------------------------------------------ | -------------------------- | ------- | ------------------------------- | ------- | ---------------------------------- | ------- |
| Lesiklás február 13., 11:00                | Elisabeth Görgl · Ausztria | 1:47.24 | Lindsey Vonn · USA              | 1:47.68 | Maria Riesch · Németország         | 1:47.84 |
| Műlesiklás február 19., 10:00, 13:30       | Marlies Schild · Ausztria  | 1:45.79 | Kathrin Zettel · Ausztria       | 1:46.13 | Maria Pietilä Holmner · Svédország | 1:46.44 |
| Óriás-műlesiklás február 17., 12:00, 15:00 | Tina Maze · Szlovénia      | 2:20.54 | Federica Brignone · Olaszország | 2:20.63 | Tessa Worley · Franciaország       | 2:21.02 |
| Szuperóriás-műlesiklás február 8., 11:00   | Elisabeth Görgl · Ausztria | 1:23.82 | Julia Mancuso · USA             | 1:23.87 | Maria Riesch · Németország         | 1:24.03 |
| Szuperkombináció február 11., 10:00, 14:00 | Anna Fenninger · Ausztria  | 2:43.23 | Tina Maze · Szlovénia           | 2:43.32 | Anja Pärson · Svédország           | 2:43.50 |

### Vegyes
| Versenyszám                       | Arany | Arany | Ezüst | Ezüst | Bronz                                                                                                   | Bronz                                                                                                   |
| --------------------------------- | --- | --- | --- | --- | --- | --- |
| Csapat verseny február 14., 12:00 | Franciaország · Taïna Barioz · Anémone Marmottan · Tessa Worley · Gauthier de Tessières · Thomas Fanara · Cyprien Richard | Franciaország · Taïna Barioz · Anémone Marmottan · Tessa Worley · Gauthier de Tessières · Thomas Fanara · Cyprien Richard | Ausztria · Anna Fenninger · Michaela Kirchgasser · Marlies Schild · Romed Baumann · Benjamin Raich · Philipp Schörghofer | Ausztria · Anna Fenninger · Michaela Kirchgasser · Marlies Schild · Romed Baumann · Benjamin Raich · Philipp Schörghofer | Svédország · Sara Hector · Anja Pärson · Maria Pietilä Holmner · Axel Bäck · Hans Olsson · Matts Olsson | Svédország · Sara Hector · Anja Pärson · Maria Pietilä Holmner · Axel Bäck · Hans Olsson · Matts Olsson |

## Éremtáblázat
| Helyezés | Ország        | Arany | Ezüst | Bronz | Összesen |
| -------- | ------------- | ----- | ----- | ----- | -------- |
| 1.       | Ausztria      | 4     | 3     | 1     | 8        |
| 2.       | Franciaország | 2     | 1     | 1     | 4        |
| 3.       | Olaszország   | 1     | 2     | 3     | 6        |
| 4.       | USA           | 1     | 2     | 0     | 3        |
| 4.       | Szlovénia     | 1     | 1     | 0     | 2        |
| 6.       | Kanada        | 1     | 0     | 0     | 1        |
| 7.       | Norvégia      | 1     | 0     | 0     | 1        |
| 8.       | Svédország    | 0     | 1     | 3     | 4        |
| 8.       | Svájc         | 0     | 1     | 0     | 1        |
| 10.      | Németország   | 0     | 0     | 2     | 2        |
| 11.      | Horvátország  | 0     | 0     | 1     | 1        |
| Összesen | Összesen      | 11    | 11    | 11    | 33       |